# 新港級戰車登陸艦
新港級戰車登陸艦（英語：Newport class tank landing ship）為美國海軍戰後生產的戰車登陸艦，設計案編號「SCB-405」，也是美國海軍最後一款使用的戰車登陸艦。

## 簡介
在第二次世界大戰中發展的戰車登陸艦為了能讓大噸位艦艇駛上海岸進行搶灘登陸，採用低吃水、平底船設計，並在艦首設置可讓戰車駛出的登陸門（俗稱開口笑）；同時具有這三種特質的傳統戰車登陸艦具有阻力大、艦速慢、耐海性欠佳等問題，成員在惡劣海象下的負荷過重，也會讓實施登陸作戰的海象限制加大。
為了解決船舶耐波性問題，新港級雖然保留了搶灘作戰而必備低吃水船底設計，但取消了艦首登陸門改用破浪效果較好的飛剪式船首；登陸門的替代方案是在艦首設置大型起重機與吊臂，可在搶灘時放置大型吊橋式鋁合金登陸跳板，跳板長度34公尺，可承受重量75公噸，車輛可從船上直接經由登陸跳板駛下船，藉由此設計使得戰車登陸艦的最大速度超過20節，大幅度降低1960年代時進行登陸作戰所需時間；而吊運登陸跳板的大型吊臂由於其突出艦首的設計，因此讓新港級的暱稱稱為獨角獸。
除了艦艏跳板以外，艦艉也設置了兩棲登陸車施放出口，可讓兩棲車輛進行搶攤或是讓小型機械化登陸艇轉運裝備之用，在美軍服役期間，新港級的艦艉左右舷會在舷外繫留1艘人員登陸小艇（LCPL）與3艘機械登陸小艇（LCPV），但外銷至其它國家時此編制均已撤除。新港級的車輛甲板設置在艦體內，可從艦艏或艦艉出入，車輛甲板前後設有調車轉盤，方便調整車輛動線，容積可裝載23輛AAV-7，或29輛M48巴頓坦克，或41輛M35卡車，艙面直升機甲板面積242平方公尺，如用於繫置車輛時，可再額外裝載29輛M35卡車。
新港級的建造從1966年至1972年間共計生產了20艘，美國海軍的新港級在1970年代末期至1980年代初有作部分裝備拆換，大西洋艦隊所屬的新港級在艦橋上方增裝一座方陣近迫武器系統，後來軍售到其它國家的此級艦皆比照替換。1977-1978年間拆除三吋高平兩用快炮專用的Mk 63火炮指揮儀，因此後期服役時三吋快砲僅能以目視瞄準。美軍曾有計畫為本級艦增裝AN/SLQ-32電子干擾系統和Mk36干擾火箭發射器，但最終電戰系統並未裝設，干擾火箭只有若干艦隻有加裝。由於美國海軍陸戰隊的登陸作戰型態改變，戰車登陸艦的地位完全被兩棲突擊艦（一種具有直升機母艦與船塢登陸艦兩種功能的大型遠洋運輸艦）與其搭載的氣墊登陸艇以及直升機取代，所以從本級之後美國海軍再也沒有生產新的戰車登陸艦，這批戰車登陸艦在美國海軍使用到90年代以後因為艦況良好，半數以上售予其他國家繼續服役至21世紀。
由於各國客觀條件不同，出售給盟國的新港級回國改裝後在電子裝備部分有著些微差異，不過大部分國家均把三吋砲給拆除移作通訊設備或自衛火器之用。
與其他國家改變較大的是澳洲海軍版本，基於澳洲對兩棲支援的需求大於兩棲登陸，因此澳洲海軍版本做了大改造，不但拆除其三吋炮，將原先艦首上「門」字型大吊臂移除，改為可吊掛70噸物資的重型起重機，於1994年起服役，兩艘在2011年因機件與艦體結構老化因素除役。
中華民國海軍在1995年與美國簽署兩艘新港級的租約，之後於1997年抵台服役，並命名為「中和級」。

## 圖片

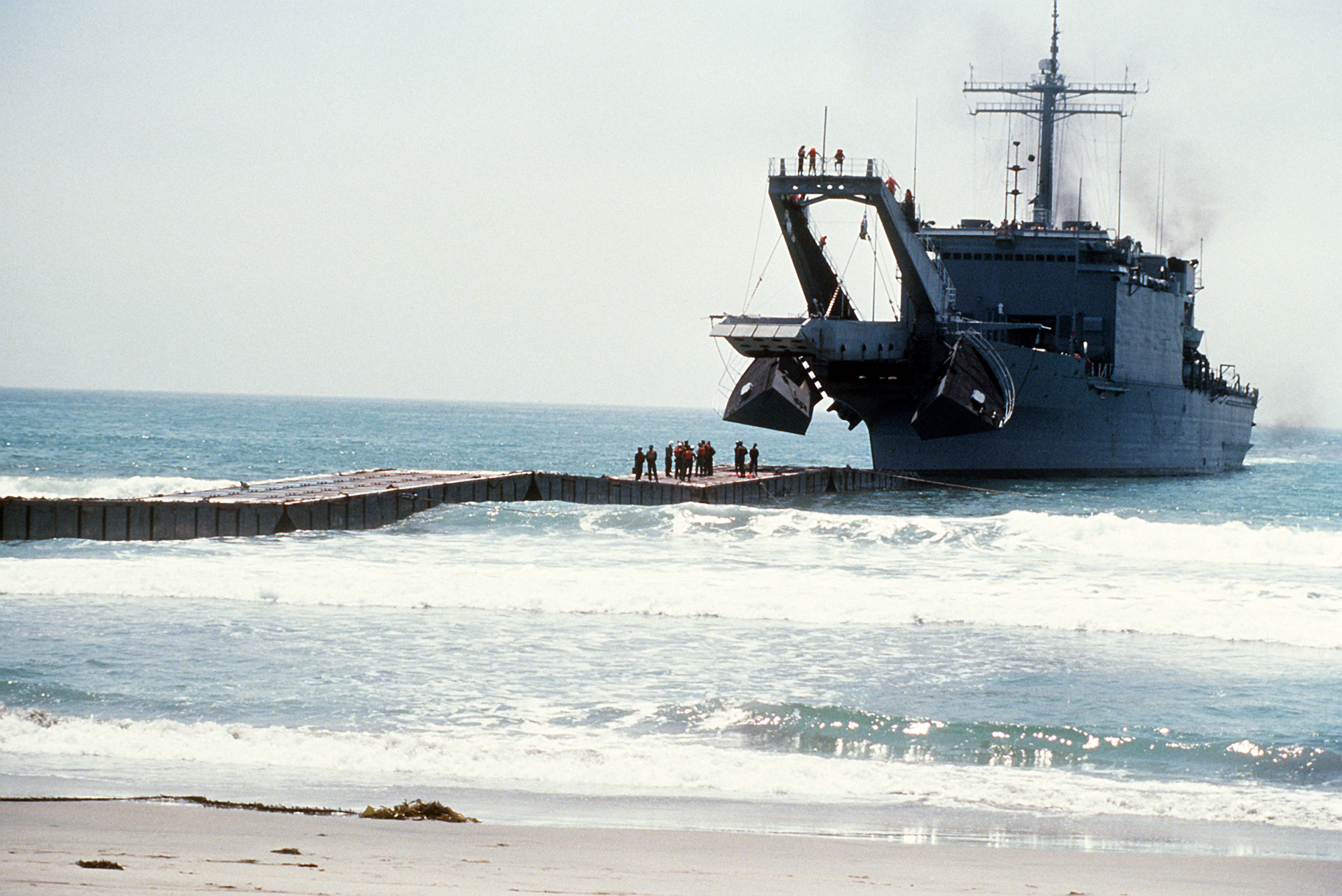
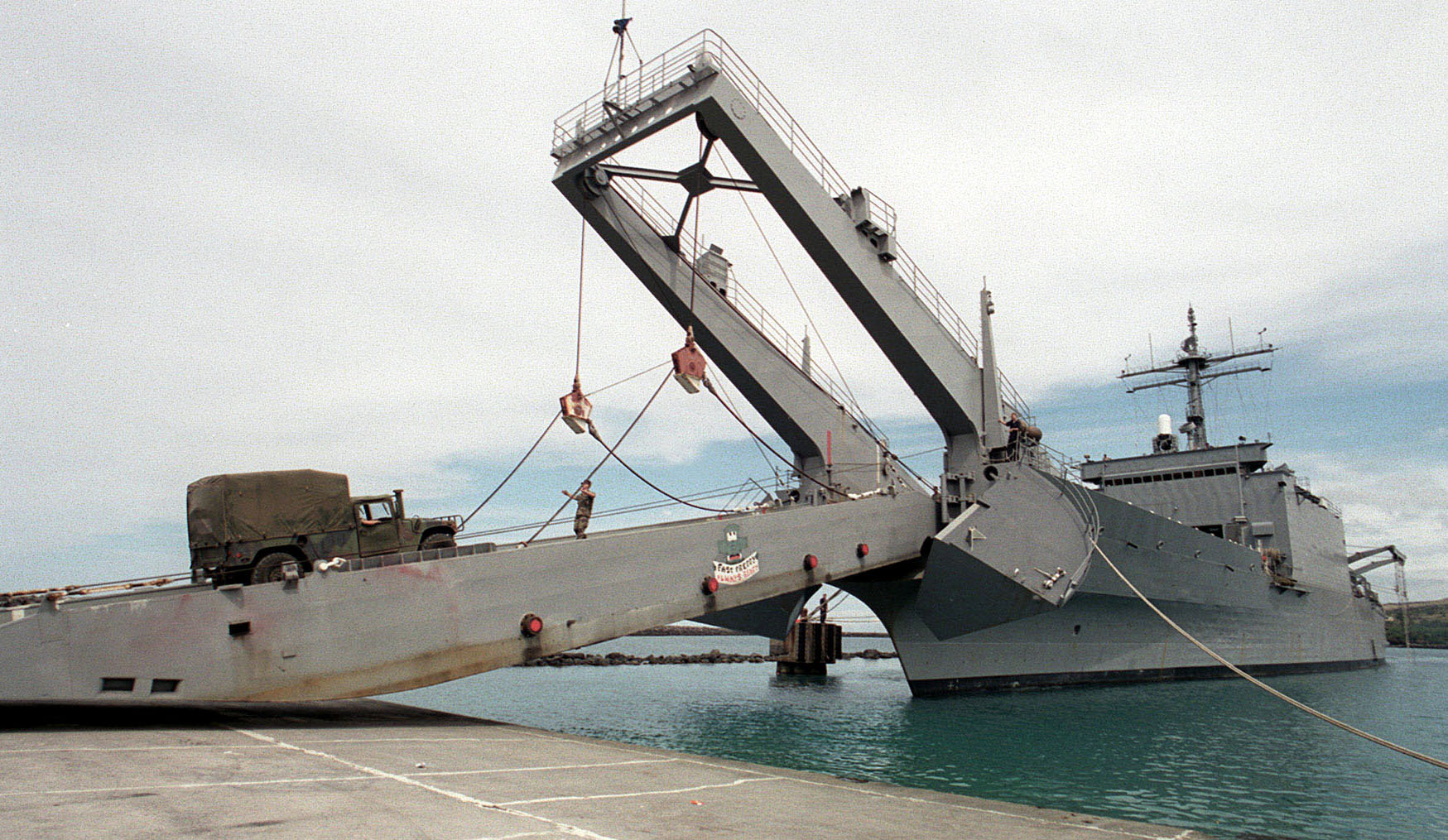
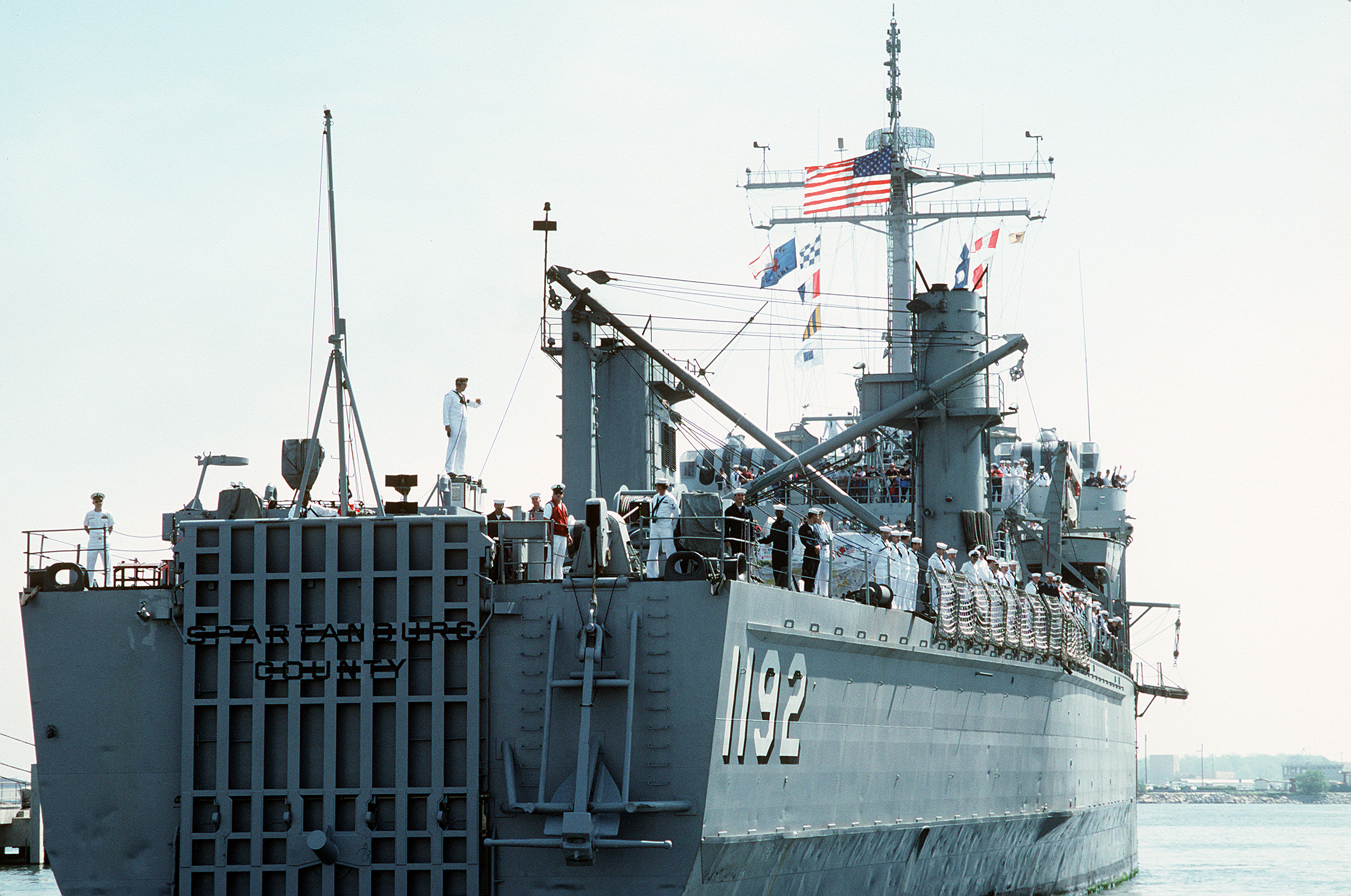
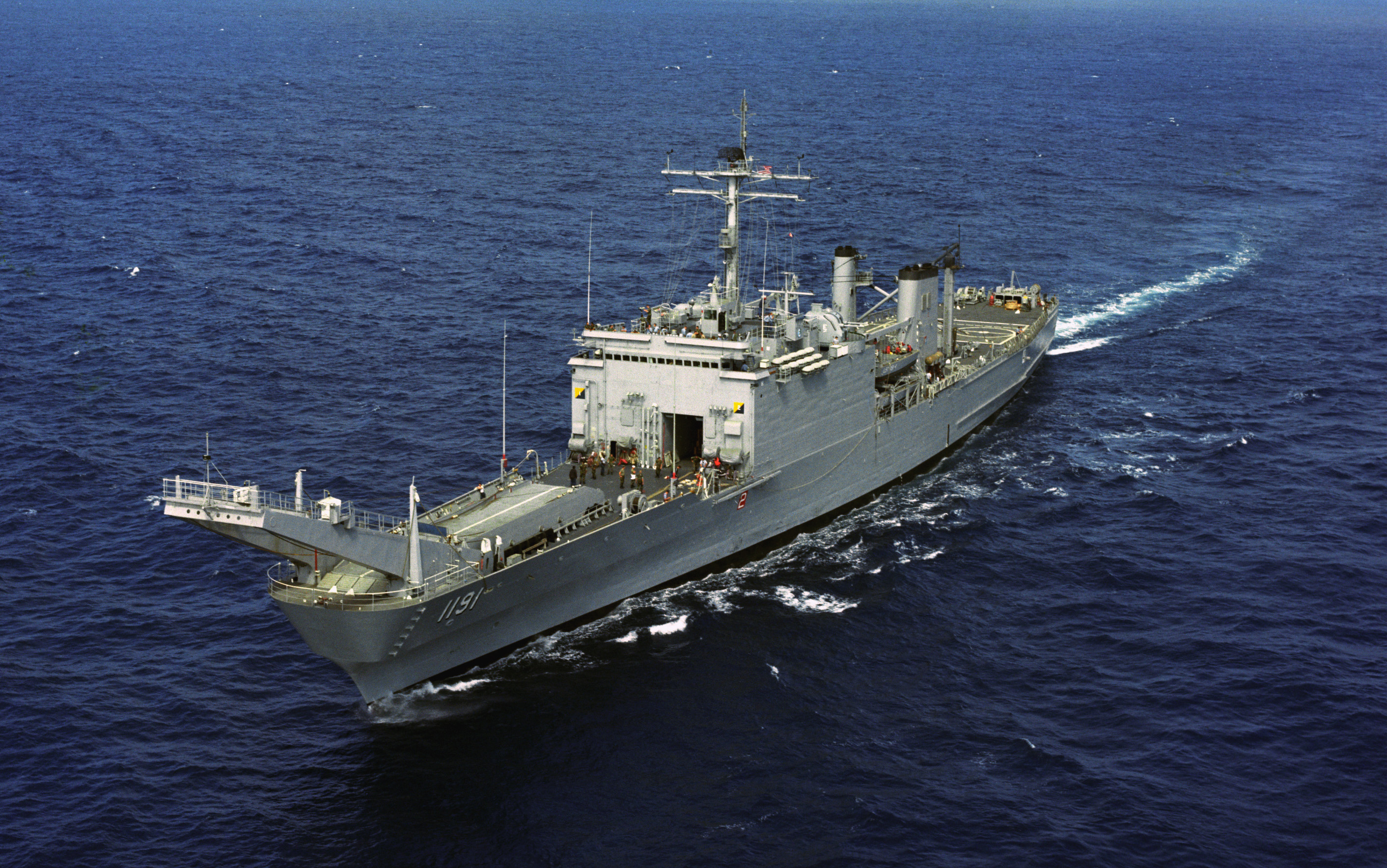
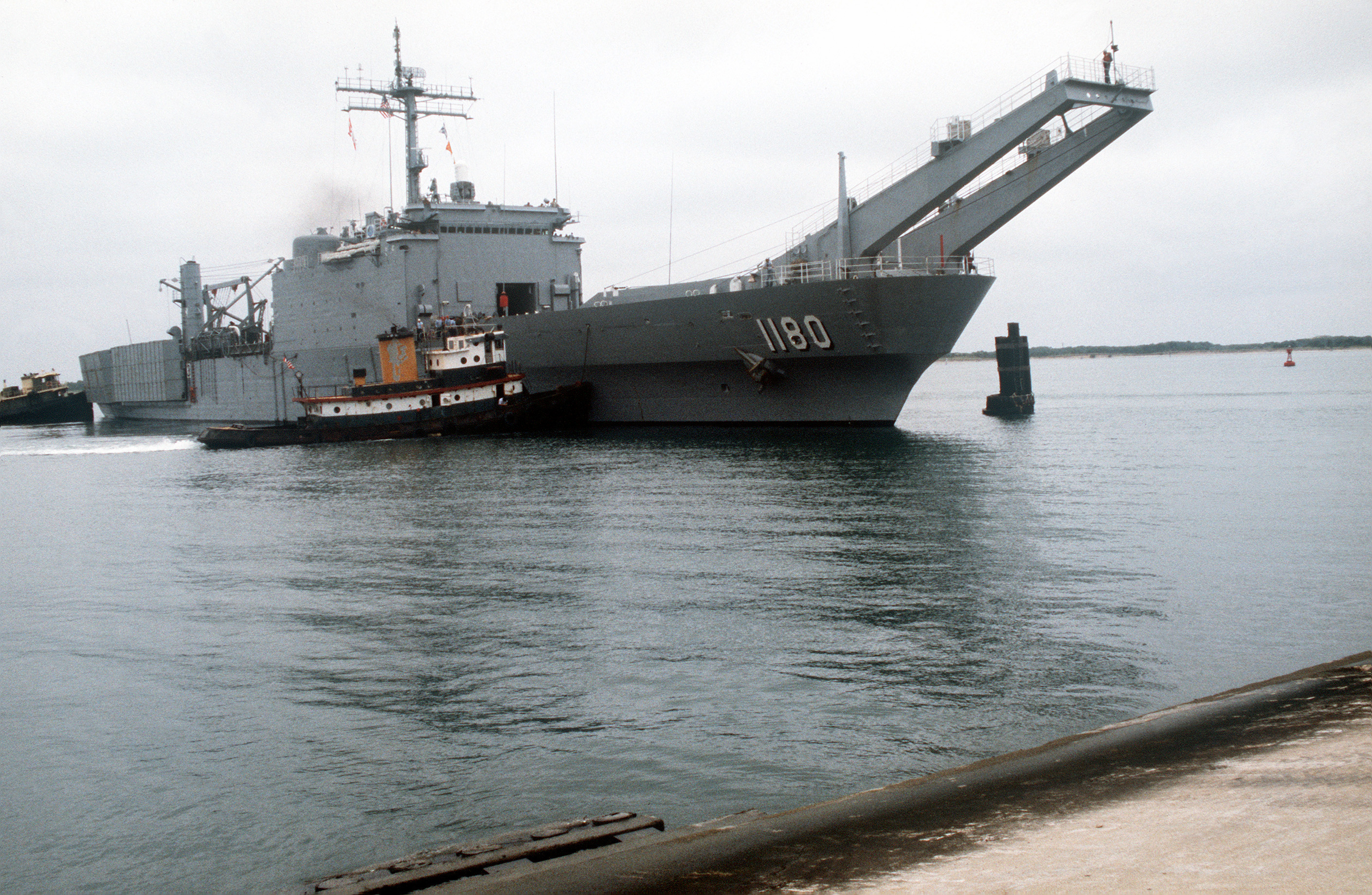

## 同型艦
| 船名                               | 船隻編號 | 製造廠           | 服役時間  | 結局 | 外部連結               |
| ---------------------------------- | -------- | ---------------- | --------- | --- | ---------------------- |
| Newport 新港號                     | LST-1179 | 費城海軍造船廠   | 1969-1992 | 出售並更名為帕帕洛阿潘河號（Papaloapan，ARM A-411）於墨西哥海軍服役                                                                                  |                        |
| Manitowoc 馬尼托沃克號             | LST-1180 | 費城海軍造船廠   | 1970-1993 | 更名為中和（LST-232）於中華民國海軍服役 |                        |
| Sumter 薩姆特號                    | LST-1181 | 費城海軍造船廠   | 1970-1993 | 更名為中平（LST-233）於中華民國海軍服役 |                        |
| Fresno 弗雷斯諾號                  | LST-1182 | 國家鋼鐵造船公司 | 1969-1993 | 1993年8月4日後閒置儲備，1994-2013儲存於珍珠港，2009年曾一度與拉辛號一同售予秘魯海軍，最後此案並未成交 2014年9月15日作為艦隊演習用靶船擊沉。          |                        |
| Peoria 皮若亞號                    | LST-1183 | 國家鋼鐵造船公司 | 1970-1994 | 2004年7月12日作為艦隊演習用靶船擊沉 |                        |
| Frederick 費迪號                   | LST-1184 | 國家鋼鐵造船公司 | 1970-2002 | 2002年12月22日更名為Usumacinta (ARM A-412)於墨西哥海軍服役                                                                                           |                        |
| Schenectady 斯克內克塔迪號         | LST-1185 | 國家鋼鐵造船公司 | 1970-1993 | 2004年11月23日作為艦隊演習靶船擊沉 |                        |
| Cayuga 卡尤加號                    | LST-1186 | 國家鋼鐵造船公司 | 1970-1994 | 更名為NDCC Mattoso Maia (G-28)於巴西海軍服役 |                        |
| Tuscaloosa 圖斯卡路撒號            | LST-1187 | 國家鋼鐵造船公司 | 1970-1993 | 1994年2月18日除役後作為預備艦儲存，本艦曾在釋出給智利海軍的名單內，但因艦況不佳未被接受。 2014年7月作為靶船擊沉                                      | （页面存档备份，存于） |
| Saginaw 薩基諾號                   | LST-1188 | 國家鋼鐵造船公司 | 1971-1994 | 更名為卡尼貝拉號兩棲支援艦於澳大利亞皇家海軍服役，2011年11月25日因機件老化除役，2013年10月報廢拆解。                                                 |                        |
| San Bernardino 聖貝納迪諾號        | LST-1189 | 國家鋼鐵造船公司 | 1971-1995 | 更名為LST 93 "Valdivia"於智利海軍服役，2011年1月14日除役                                                                                             |                        |
| Boulder 柏德號                     | LST-1190 | 國家鋼鐵造船公司 | 1971-1994 | 1994年2月28日除役後作為預備艦儲存，2008年自美國海軍艦艇名冊中剔除，2022年3月16日報廢拆解                                                             |                        |
| Racine 拉辛號                      | LST-1191 | 國家鋼鐵造船公司 | 1971-1993 | 1993年10月2日除役後作為預備艦儲存，1994-2013儲存於珍珠港，2009年曾與弗雷斯諾號一同出售給秘魯海軍，最終並未成交 2018年7月12日作為艦隊演習用靶船擊沉。 |                        |
| Spartanburg County 斯帕坦堡郡號    | LST-1192 | 國家鋼鐵造船公司 | 1971-1994 | 更名為KD 斯里因陀罗 (A1505)於馬來西亞皇家海軍服役，2009年10月8日因火災報廢，同年10月24日作為人工魚礁沉海                                             |                        |
| Fairfax County 費爾法克斯郡號      | LST-1193 | 國家鋼鐵造船公司 | 1971-1994 | 更名為曼諾拉號兩棲支援艦於澳大利亞皇家海軍服役，於2011年5月20日因機件老化除役，2013年10月報廢拆解。                                                  |                        |
| La Moure County 拉穆爾郡號         | LST-1194 | 國家鋼鐵造船公司 | 1971-2000 | 2001年7月10日作為艦隊演習靶船擊沉 |                        |
| Barbour County 巴伯郡號            | LST-1195 | 國家鋼鐵造船公司 | 1972-1992 | 2004年4月6日作為艦隊演習靶船擊沉 |                        |
| Harlan County 夏倫郡號             | LST-1196 | 國家鋼鐵造船公司 | 1972-1995 | 更名為L-42 Pizarro於西班牙海軍服役，2012年12月14日除役                                                                                               |                        |
| Barnstable County 巴恩斯特布爾郡號 | LST-1197 | 國家鋼鐵造船公司 | 1972-1994 | 更名為L-41 Hernán Cortés 於西班牙海軍服役，2009年11月13日除役                                                                                        |                        |
| Bristol County 布里斯托郡號        | LST-1198 | 國家鋼鐵造船公司 | 1972-1994 | 更名為407 Sidi Mohammed Ben Abdallah於摩洛哥皇家海軍服役，2005年軍方評估該艦已不適運用，2010年退役；2013年5月在演習中以飛魚飛彈擊沉                  |                        |